# Jardín del General
El jardín del General fue un parque público situado en el barrio de la Ribera de Barcelona. Fue creado en 1816, siendo el primer jardín público de la ciudad condal. Desapareció en 1877, en el contexto de las obras de urbanización del parque de la Ciudadela.

## Historia y descripción
El jardín del General fue una iniciativa de Francisco Javier Castaños, capitán general de Cataluña —de ahí el nombre—. Estaba situado junto a la fortaleza de la Ciudadela, en la actual avenida del Marquès de l'Argentera, delante de donde hoy se halla la estación de Francia. Tenía una extensión de 0,4 hectáreas, poco en consideración de los actuales parques y jardines de Barcelona, pero para la época fue una gran novedad, ya que los barceloneses, encorsetados por las murallas medievales, no estaban muy acostumbrados a espacios verdes de carácter público. Su construcción se inició en 1816, y en 1840 fue ampliado con motivo de la visita a Barcelona de la reina Isabel II, con lo alcanzó una extensión de 0,5 ha.
Los jardines tenían un trazado geométrico, de estilo clásico, con una serie de caminos paralelos y radiales que conformaban un conjunto de parterres y cuadros de flores de diversas especies, flanqueados de hileras de árboles de sombra y frutales. En los cruces de los caminos se situaban unas plazoletas con lugares de descanso. El perímetro del jardín estaba cercado con un muro bajo con rejas de madera de color verde y unas pilastras de madera de color blanco coronadas por bolas en su parte superior. La puerta principal estaba formada por dos rejas de hierro y dos altas pilastras de mármol con arquitrabe y cornisa de estilo clásico, con un medallón en el centro con el escudo de Barcelona y dos jarrones en los costados. Pasada esta puerta se hallaban dos parterres con dos grandes jarrones sobre pedestales, tras los cuales se situaban tres pequeños surtidores de planta circular con unas estatuas de mármol que representaban a Ceres, la Medicina y la Fidelidad. En la parte central del jardín había una gran plaza rodeada por ocho poyos de mármol blanco con dieciséis pilares con tiestos de rosales y cipreses recortados al fondo. En medio de esta plaza se encontraba un surtidor circular con barandilla de hierro que contenía una estatua de una sirena, realizada en mármol. Más adelante había otra plazoleta bordeada de cipreses y naranjos recortados, que contenía una estatua alusiva a la diosa Minerva.
En un rincón del jardín había una pequeña colección zoológica instalada alrededor de un estanque y un terreno con diversas jaulas, una de las cuales, de gran tamaño, tenía forma de templete de planta elíptica, con una cúpula sostenida por ocho columnas. Este templete se hallaba junto a dos glorietas de rosales y cuatro grandes vasos de cristal ubicados sobre columnas que contenían peces. Los animales que se hallaban en el recinto eran ocas, pavos reales, faisanes, cisnes, aves acuáticas y peces de diversas especies. Junto a esta zona había una glorieta semicircular con un templete con dieciséis columnas y una bóveda cóncava de un cuarto de esfera, obra de Damià Campeny.
El jardín sufrió algunos desperfectos durante las revueltas populares de 1843 y 1844. Finalmente, desapareció en 1877, tras la cesión de la Ciudadela militar a la ciudad de Barcelona y el inicio de las obras de lo que sería el parque de la Ciudadela. Tan solo se conservó la Fuente de la Fertilidad, que se situó temporalmente en el parque de la Ciudadela, así como unos bustos dedicados a la Aflicción, la Modestia, la Sencillez y la Soledad, que también pasaron al Parque de la Ciudadela para acabar unos años después en los jardines del Palacio Real de Pedralbes.